# (12397) Peterbrown
(12397) Peterbrown (1995 FV14) – planetoida z pasa głównego asteroid okrążająca Słońce w ciągu 5,66 lat w średniej odległości 3,17 j.a. Odkryta 27 marca 1995 roku.